# 青森県獣医師会
公益社団法人青森県獣医師会（あおもりけんじゅういしかい 英称 Aomori Veterinary Medical Association）は、青森県知事所管の青森県の獣医師を会員とする公益法人。

## 本部所在地
〒030-0813 青森県青森市松原2丁目8番2号 青森県獣医師会館内

## 業務内容
- 獣医師会員の学術技能向上のための研修会・講習会事業等の実施
- 青森県との動物に関する連携事業
- 疾病している野鳥の保護・救護
- 県内各学校で飼われている動物の飼育指導
- 県内各市町村との連携事業
- 狂犬病の予防接種・防止活動